# Гілкрест (Колорадо)
Гілкрест (англ. Gilcrest) — місто (англ. town) в США, в окрузі Велд штату Колорадо. Населення — 1029 осіб (2020).

## Географія
Гілкрест розташований за координатами 40°17′3″ пн. ш. 104°46′55″ зх. д. / 40.28417° пн. ш. 104.78194° зх. д. (40.284195, -104.781929). За даними Бюро перепису населення США у 2010 році місто мало площу 2,12 км², уся площа — суходіл.

## Демографія
Згідно з переписом 2010 року, у місті мешкали 1034 особи в 324 домогосподарствах у складі 272 родин. Густота населення становила 488 осіб/км². Було 346 помешкань (163/км²).
Расовий склад населення:
| - 78,1 % — білих - 0,9 % — корінних американців - 0,6 % — чорних або афроамериканців - 0,5 % — азіатів - 17,2 % — осіб інших рас |

До двох чи більше рас належало 2,7 %. Частка іспаномовних становила 55,5 % від усіх жителів.
За віковим діапазоном населення розподілялося таким чином: 30,1 % — особи молодші 18 років, 60,9 % — особи у віці 18—64 років, 9,0 % — особи у віці 65 років та старші. Медіана віку мешканця становила 33,6 року. На 100 осіб жіночої статі у місті припадало 109,3 чоловіка; на 100 жінок у віці від 18 років та старших — 104,8 чоловіка також старших 18 років.
Середній дохід на одне домашнє господарство становив 51 043 долари США (медіана — 46 875), а середній дохід на одну сім'ю — 51 016 доларів (медіана — 43 500). За межею бідності перебувало 20,2 % осіб, у тому числі 30,0 % дітей у віці до 18 років та 1,9 % осіб у віці 65 років та старших.
Цивільне працевлаштоване населення становило 364 особи. Основні галузі зайнятості: будівництво — 13,2 %, мистецтво, розваги та відпочинок — 12,4 %, освіта, охорона здоров'я та соціальна допомога — 12,1 %, роздрібна торгівля — 11,8 %.